# 55874 Брлка
55874 Брлка (55874 Brlka) — астероїд головного поясу, відкритий 28 жовтня 1997 року.
Тіссеранів параметр щодо Юпітера — 3,335.